# Type 11 (metralhadora)
A Type 11 (十一年式軽機関銃, Jyūichinen-shiki Kei-kikanjū) era uma metralhadora leve usada pelo Exército Imperial Japonês no período entreguerras e durante a Segunda Guerra Mundial.

## História
A experiência de combate na Guerra Russo-Japonesa de 1904-1905 convenceu os japoneses da utilidade das metralhadoras no fornecimento de fogo de cobertura para o avanço da infantaria. Isto foi reforçado por observações em primeira mão das tácticas de combate europeias por adidos militares japoneses durante a Primeira Guerra Mundial, e o Gabinete Técnico do Exército foi encarregado do desenvolvimento de uma metralhadora de peso leve que pudesse ser facilmente transportada por um esquadrão de infantaria. A resultante "metralhadora leve Type 11" (nomeada em homenagem ao 11º ano do reinado do imperador Taishō, ou 1922) foi a primeira metralhadora leve a ser produzida em massa no Japão e o mais antigo projeto de metralhadora leve japonesa a entrar em serviço na Guerra do Pacífico. Foi substituída pela metralhadora leve Type 96 em 1936.

## Histórico de combate
A Type 11 entrou em serviço ativo em 1922, e cerca de 29.000 foram produzidas quando a produção foi interrompida em 1941. Foi a principal metralhadora leve japonesa durante o Incidente da Manchúria e nos estágios iniciais da Segunda Guerra Sino-Japonesa. Embora substituída pela metralhadora leve Type 96 em produção em 1936, ela permaneceu em serviço no combate na linha de frente até o final da Segunda Guerra Mundial. Muitas foram capturadas pelos chineses e usados contra os japoneses. O Exército Imperial de Manchukuo substituiu as suas ZB vz. 30 ex-chinesas com as Type 11 em 1936. Ambos os lados também usaram metralhadoras Type 11 durante a Guerra Civil Chinesa e a Coreia do Norte usou a Type 11 e a Type 91 durante a Guerra da Coreia. O Viet Minh também usou o Type 11 durante a Primeira Guerra da Indochina, assim como o Viet Cong durante a Guerra do Vietnã.

## Usuários
- República da China: comprou um pequeno número antes do início da guerra com o Japão. Mais tarde, exemplos japoneses capturados foram usados por todos os exércitos chineses, incluindo Nacionalistas, Senhores da Guerra, Colaboracionistas e Comunistas.[11]
- Império do Japão
- Manchukuo
- Coreia do Norte
- Exército de Libertação Popular
- Filipinas: Capturadas do exército japonês.
- Việt Cộng
- Việt Minh